# Lithostege inanis
Lithostege inanis là một loài bướm đêm trong họ Geometridae.